# Affoltern (district)
Affoltern is een district in het zuidwesten van het kanton Zürich. De hoofdplaats is Affoltern am Albis. Affoltern omvat de volgende gemeenten:
| Wapenschild        | Postcode en gemeentenaam | Inwoners (2006) | Oppervlakte (km²) | Gemeente nummer |
| ------------------ | ------------------------ | --------------- | ----------------- | --------------- |
| Aeugst am Albis    | 8914 Aeugst am Albis     | 1644            | 7,87              | 0001            |
| Affoltern am Albis | 8910 Affoltern am Albis  | 10.246          | 10,56             | 0002            |
| Bonstetten         | 8906 Bonstetten          | 4599            | 7,42              | 0003            |
| Hausen am Albis    | 8915 Hausen am Albis     | 3252            | 13,64             | 0004            |
| Hedingen           | 8908 Hedingen            | 3300            | 6,59              | 0005            |
| Kappel am Albis    | 8926 Kappel am Albis     | 856             | 7,87              | 0006            |
| Knonau             | 8934 Knonau              | 1577            | 6,48              | 0007            |
| Maschwanden        | 8933 Maschwanden         | 566             | 4,67              | 0008            |
| Mettmenstetten     | 8932 Mettmenstetten      | 3982            | 13,11             | 0009            |
| Obfelden           | 8912 Obfelden            | 4386            | 7,54              | 0010            |
| Ottenbach          | 8913 Ottenbach           | 2259            | 4,98              | 0011            |
| Rifferswil         | 8911 Rifferswil          | 813             | 6,50              | 0012            |
| Stallikon          | 8143 Stallikon           | 2778            | 12,01             | 0013            |
| Wettswil am Albis  | 8907 Wettswil am Albis   | 4211            | 3,77              | 0014            |
|                    | Totaal (14)              | 44.469          | 113,01            | 0101            |

Affoltern · Andelfingen · Bülach · Dielsdorf · Dietikon · Hinwil · Horgen · Meilen · Pfäffikon · Uster · Winterthur · Zürich